# 観音寺城の戦い
観音寺城の戦い（かんのんじじょうのたたかい）は、永禄11年（1568年）9月12日、足利義昭を奉じて上洛の途にあった織田信長と近江守護である六角義賢・義治父子との間で行なわれた戦い。支城の箕作城が主戦場だったため、箕作城の戦いともいわれている。
信長の天下布武が実践された最初の戦いであり、直後の京都・畿内平定に影響を与え、事実上の天下人として名乗りを上げる契機となった。この上洛以降を安土桃山時代と区分するならば、観音寺城の戦いは戦国時代最後の合戦といえる。一夜で箕作城が落城すると、観音寺城は無血開城し、六角氏は甲賀郡に逃走した。

## 開戦の経緯

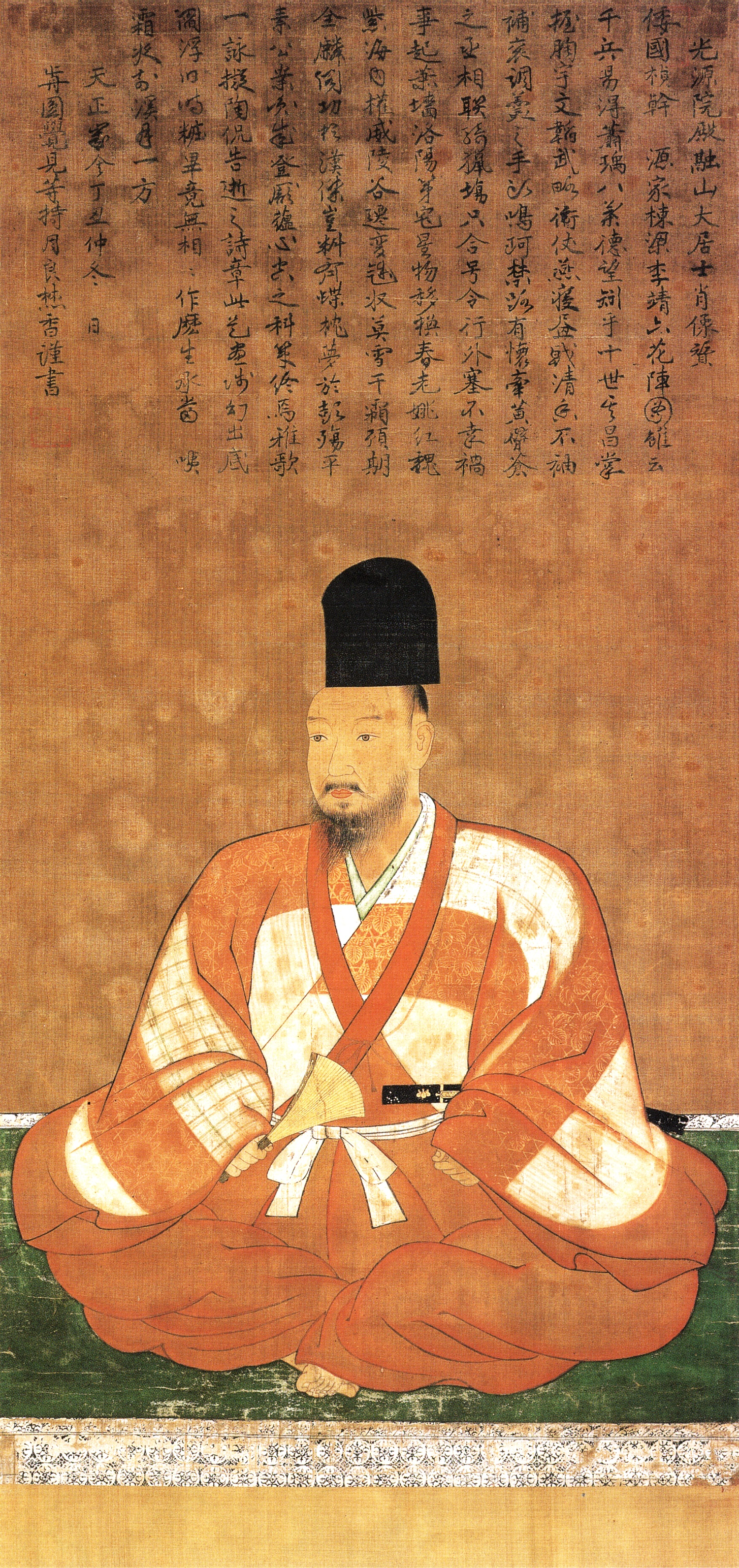
足利義輝像

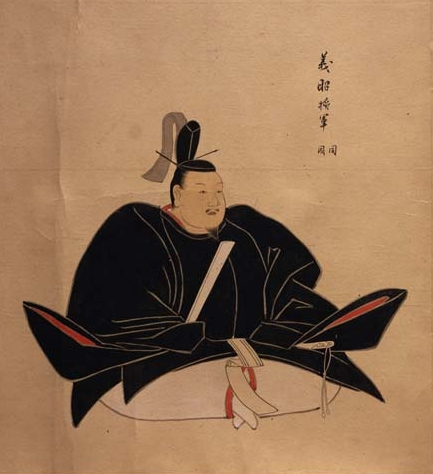
足利義昭像

永禄8年（1565年）5月19日、室町幕府13代将軍・足利義輝が三好三人衆に討ち取られるという事件（永禄の変）が起こった。義輝の弟である足利義昭は、興福寺一乗院で門跡となっていたが（一乗院覚慶と名乗っていた）、甲賀武士・和田惟政らによって奈良を脱出した。以後、約3年間にわたる義昭の漂流生活が始まった。
まず義昭は近江甲賀郡和田城へ赴いたが、その後より京都に近い野洲郡矢島に仮御所を構えた。一時は近江の六角義治を頼ろうとしたようだが、三人衆と通じていることを擦知すると、若狭の武田義統および越前の朝倉義景を頼った。越前で名を義昭と改め、義景が動かないと分かると尾張の織田信長を頼った。この時仲介をしたのは明智光秀と言われている。
永禄10年（1567年）11月に正親町天皇から信長に綸旨が届いた。内容は尾張・美濃の不知行になっている皇室領の回復を命じるものであった。

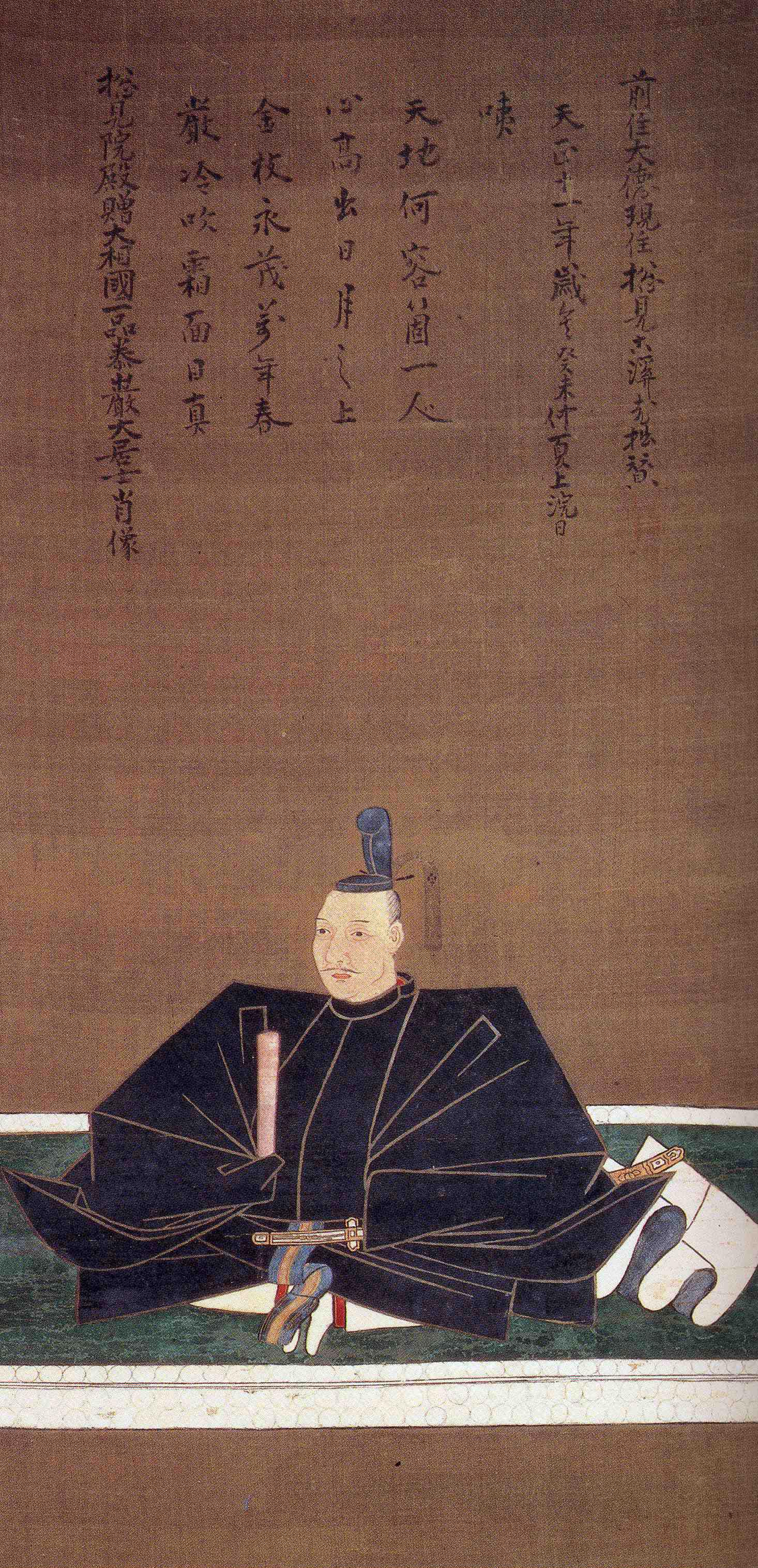
織田信長像

正親町天皇からの綸旨をうけた信長は、上洛に向けて動き出した。越前にいる義昭を美濃の立政寺に迎え入れると、永禄11年（1568年）8月5日に岐阜城を出発、馬廻り衆250騎を引き連れて、8月7日に佐和山城に着陣した。
上洛する途上には観音寺城があった。信長は、義昭の近臣であった和田惟政に家臣3名をつけて、観音寺城にいる六角義治に義昭の入洛を助けるように使者を送った。しかし、義治と父の六角義賢はこの申し出を拒絶した。信長が着陣する少し前に三人衆と篠原長房が観音寺城に出向き、織田軍の侵攻に対する評議を行っていたのである。拒絶された信長は、再度使者を送って入洛を助けるよう要請した。これには諸説あるが、観音寺城と同じように後の安土城へ家臣を住まわすことや、楽市の発展等信長は六角氏の政治手法を取り込んでおり、そのような先進的な守護との決定的な対立は避けたかったのではないかと言われている。これに対して、義治は三人衆の軍事力をあてにしていたのか、病気を理由に使者に会いもせずに追い返してしまった。7日間佐和山城にいた信長は、開戦もやむをえないと考え、一旦帰国した。
同年9月7日、軍勢を整えた信長は1万5千の兵を引き連れて岐阜城を出立し、これに三河の徳川家康が派遣した松平信一勢1千、北近江の浅井長政勢3千が加わり、翌9月8日は高宮に、9月11日には愛知川北岸に進出した。この時の織田軍の総数は5-6万ともいわれている。
これに対して六角側は、本陣の観音寺城に当主・義治、父・義賢、弟・義定と馬廻り衆1千騎を、和田山城に田中治部大輔らを大将に主力6千を、箕作城に吉田出雲守らを武者頭に3千をそれぞれ配置し、その他被官衆を観音寺城の支城18城に置いて態勢を整えた。六角氏の布陣は、織田軍はまず和田山城を攻撃すると予測し、そこを観音寺城や箕作城から出撃して挟撃することを狙っていたと考えられる。

## 戦いの状況

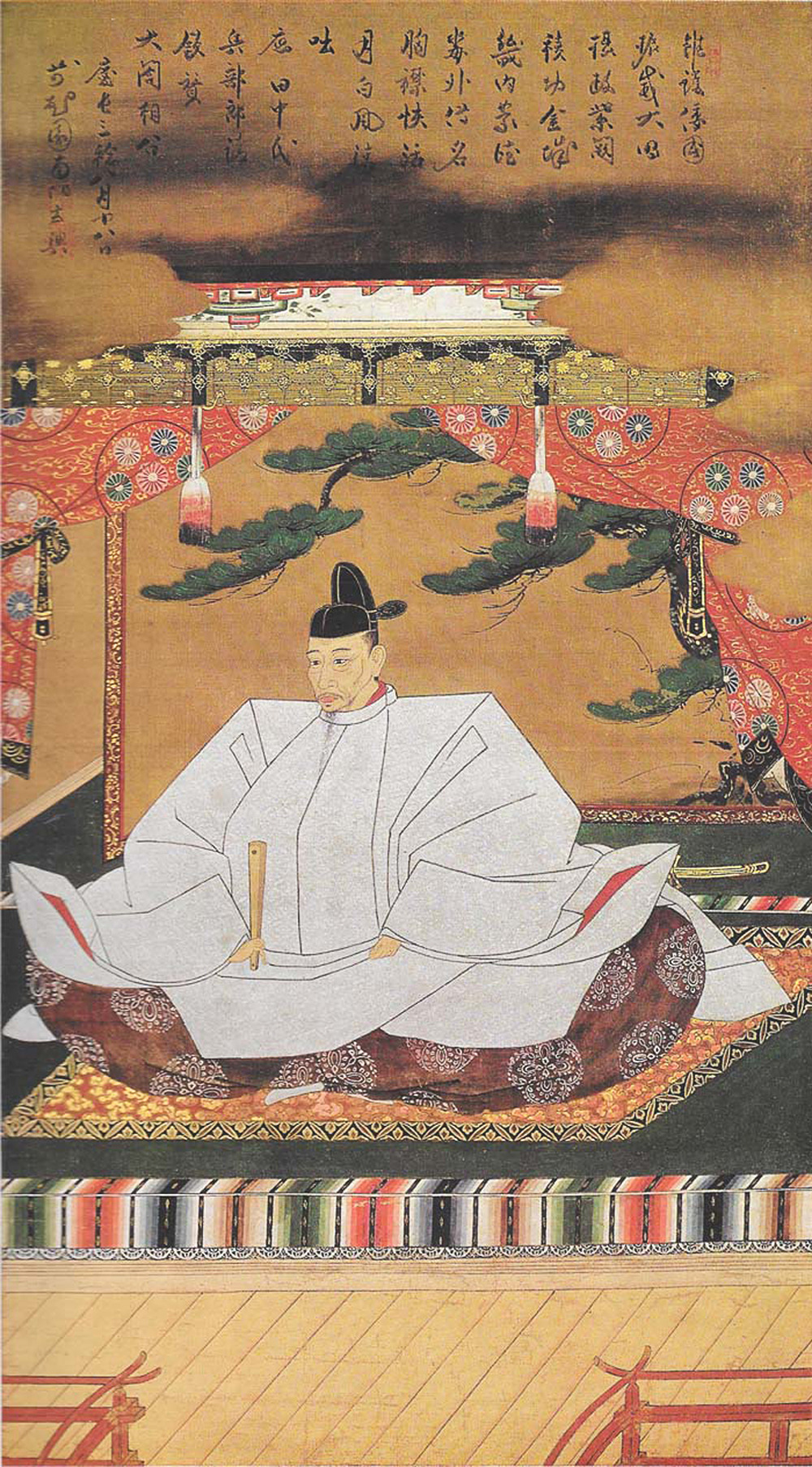
豐臣秀吉像（復元模写）

しかし信長の行動はその裏をかいた格好となった。9月12日早朝、織田軍は愛知川を渡河すると、3隊に分かれた。稲葉良通が率いる第1隊が和田山城へ、柴田勝家と森可成が率いる第2隊は観音寺城へ、信長、滝川一益、丹羽長秀、木下秀吉らの第3隊が箕作城に向かった。
戦端は箕作城でひらかれた。木下隊2千3百が北の口から、丹羽隊3千が東の口から攻撃を開始した。この箕作城というのは急坂や大木が覆う堅城で、吉田出雲守隊の守りも固く、午後五時前後には逆に追い崩されてしまった。
木下隊では評議を行い、夜襲を決行することになる。木下秀吉は、3尺の松明を数百本用意させ、中腹まで50箇所に配置し一斉に火をつけ、これを合図に攻撃した。7時間以上戦ったその日のうちに夜襲を仕掛けてくるとは考えてもいなかったのか箕作城兵は驚き、防戦したが支えきれず、夜明け前に落城してしまった。200以上の首級が上がった。箕作城の落城を知った和田山の城兵は、戦わずに逃亡してしまった。
長期戦を想定していた六角義治は、戦端が開かれてから1日も立たずに箕作城と和田山城が落ちたことに落胆し、観音寺城の防備が弱いことを悟ったのか、古来の例にならい夜間に甲賀へ逃走した。当主を失った18の支城は、1つを除き織田軍に降り、ここに大勢が決した。この戦いの織田軍の損害は1500人ほどだと『フロイス日本史』に記載されている。
なお、六角氏の研究者である新谷和之によれば、六角氏の防衛戦は最前線の城で相手を迎撃する方法を取っており、観音寺城そのものを攻められたのは明応5年（1496年）に斎藤妙純が攻撃して以来実に70年ぶりであった。また、こうした防衛戦略から戦国期の観音寺城は防御の拠点としてよりも近江国の政庁（守護所）としての機能が強化され、東山道に対してはきわめて開放的な構造になっていたために観音寺城が攻められた場合の防衛戦が困難になっており、織田信長が直接観音寺城に向かって進撃することは六角氏にとっては想定外であったと分析している。

## 戦後の影響

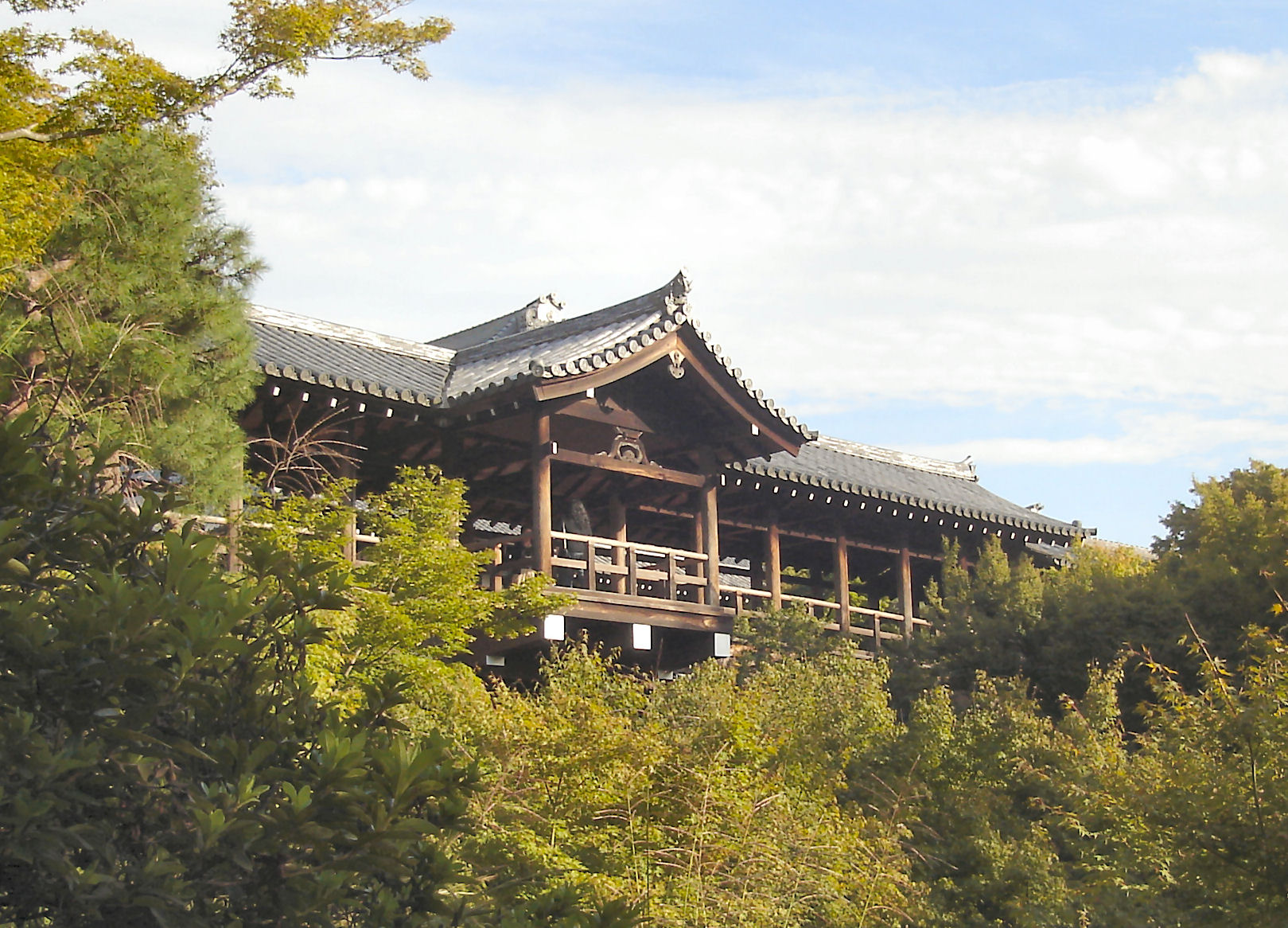
東福寺の通天橋

六角家老臣の蒲生賢秀は、敗北を聞いてもなお1千の兵で日野城に籠城し、抵抗する様子を見せていた。しかし、賢秀の妹を妻としていた織田家の部将・神戸具盛が日野城に乗り込んで説得した結果、賢秀は降伏し、信長に人質を差出して忠節を誓った。この人質が蒲生氏郷である。
六角氏は観音寺城を失ったが、それでも織田軍に対して抵抗の姿勢をみせた。元々、六角氏は室町幕府から過去2回の追討を受けた（六角征伐）際にも観音寺城を放棄して甲賀郡に拠点を移して長期戦に持ち込んで相手方の撤退を待ち、ほとぼりが冷めた頃に本領を奪還する戦略に成功していたことから、戦略的には正しい方法であったと言える（当時の人々はこの一連の戦いを「足利義昭による上洛戦」と認識していたため、六角氏もこの戦いを3度目の六角征伐として認識していたと考えられる）。
しかし、室町幕府と異なり、京都と本国への連絡路として南近江を必要としていた織田家は同地の支配に乗り出したために織田軍の撤退が行われず、本領を失った六角氏の勢力は奮わず、小規模な戦闘が精一杯であった。戦国大名としての六角氏の没落は決定的なものとなった。
一方、京都を支配していた三人衆らは六角氏の敗北を聞いて動揺し、織田軍と満足な戦もしないまま、京都から駆逐された。信長は立政寺の義昭に使者を送り、戦況を報告して出立を促した。9月27日、信長と義昭は琵琶湖の三井寺に入った。翌28日、入京した義昭は東山の清水寺に、信長は東福寺に陣し、細川藤孝は宮廷の警護に従事した。
こうして信長は畿内を掌握し、義昭は征夷大将軍の座に着いた。